# Arturo Caprotti
Arturo Caprotti (Moscazzano, 22 marzo 1881 – Milano, 8 febbraio 1938) è stato un ingegnere italiano.
È stato uno degli ultimi progettisti che hanno fatto la storia della trazione a vapore.
Compì i suoi studi e conseguì, a soli 21 anni, la laurea in Ingegneria meccanica a Torino. Proseguì i suoi studi e le sue ricerche anche all'estero in maniera tanto impegnativa da portarlo a progettare e poi brevettare intorno al 1916 un innovativo sistema di distribuzione del vapore ai cilindri delle locomotive. Ottenne in riconoscimento la Medaglia d'oro dell'Institution of Locomotive Engineers di Londra.
L'ing. Caprotti morì a Milano a soli 57 anni.

## La distribuzione Caprotti
Fino agli anni venti le locomotive a vapore si avvalevano, per la distribuzione del vapore prodotto dalla caldaia ai cilindri motori, dei sistemi ideati da Stephenson, Gooch, Walschäert ed Allan. Le locomotive più recenti avevano adottato in buona parte la distribuzione Walschaerts che presentava migliore regolazione e rendimento. Tuttavia, tutti i detti sistemi, essendo strettamente legati a leve e rinvii comandati meccanicamente dal biellismo della macchina, erano rigidamente dipendenti dalle posizioni assunte dallo stesso ed inoltre, a causa dei giochi e delle usure inevitabili per dei mezzi sempre in movimento, ne traevano gli inconvenienti.
L'innovazione introdotta dall'ingegner Caprotti consisteva nel sostituire il vecchio e complicato sistema con un'apparecchiatura che mediante l'apertura di valvole, comandate da camme, introduceva il vapore con regolazione molto precisa e variabile entro un ampio raggio evitando il problema principe che causava il basso rendimento delle macchine a vapore, la cosiddetta laminazione del vapore.
Il sistema Caprotti richiedeva una precisione costruttiva maggiore dei sistemi tradizionali ma per contro consentiva grandi vantaggi: semplificazione del biellismo delle locomotive e quindi anche del peso dello stesso e riduzione delle forze inerziali innescate dai vari elementi in movimento, miglioramento del rendimento della locomotiva in virtù della regolazione precisa della quantità di vapore in funzione delle necessità, riduzione conseguente del consumo di carbone ed aumento della potenza effettiva della locomotiva.
La prima applicazione della distribuzione a valvole Caprotti venne fatta sulla locomotiva gr.740.324. In seguito ai positivi esiti, entro il 1939 il sistema era stato ampiamente esteso. In Italia fu applicato su 411 locomotive (sia appartenenti alle Ferrovie dello Stato che alle ferrovie in concessione), mentre all'estero ne furono costruite 330.
In Inghilterra, patria del vapore, il dispositivo venne applicato fino agli anni cinquanta su locomotive della LNWR, Claughton class, e delle GCR a rodiggio 4-6-0. Venne applicato anche a locomotive della Standard Class 5, di rodiggio 4-6-0 (costruite per la LMS) e all'ultima locomotiva-passeggeri delle British Railways: la Pacific nº71000 "Duke of Gloucester".  Il sistema ideato da Caprotti realizzò 14 brevetti tra Europa e USA e trovò molte applicazioni anche in campo navale.

## Alcune applicazioni in Italia

### Locomotive FS con distribuzione "Caprotti"
- Locomotiva FS 625:trasformazione di 153 locomotive del Gruppo 600, divenute poi della serie 625.300.
- Locomotiva FS 744:25 locomotive della serie 744.100, ultime costruite in Italia con distribuzione Caprotti.
- Locomotiva FS 746
- Locomotiva FS 685: del gruppo S 685.500
- Locomotiva FS 744
- Locomotiva FS 740.324

### Locomotive per ferrovie concesse con distribuzione "Caprotti"
- Locomotiva FCL 350C, di costruzione Breda delle MCL
- Locomotiva FCL 400 di costruzione CEMSA delle MCL
- Locomotiva FSS 9 di costruzione CEMSA delle Ferrovie Settentrionali Sarde, poi SFS
- Locomotiva FCS 400 di costruzione OMR delle Ferrovie Complementari Sarde, poi FdS

### Navigazione
- Piroscafo Concordia (ex 28 ottobre), con motrice a ruota, costruito dal cantiere navale di Sestri Ponente (Genova) nel 1926, per la navigazione sul Lago di Como. Tuttora in servizio di linea[1][2]. È dotato di una macchina a triplice espansione con vapore surriscaldato ad alta pressione.
- Piroscafo Patria (ex Savoia), nave gemella della precedente, restaurato e funzionante[3][4].